# Povl Helgesen
Povl Helgesen (även Poul Helgesen), var en dansk munk och reformkatolik, född i Varberg i det dåvarande danska Halland omkring 1480 av svensk mor och dansk far. 
Han gick tidigt i kloster och vann snart respekt för sin lärdom. Efter att ha studerat hos Erasmus av Rotterdam bekämpade han i dennes anda, och redan före Martin Luther, avlatsförsäljning och andra missbruk inom den katolska kyrkan. 
År 1524 blev han principal för Karmelitorden och senare lektor i teologi vid universitetet i Roskilde. Han förblev motståndare till kyrkans reformation och förde även polemik med de svenska lutheranerna. 
Av motståndarna blev han kallad Povl Vendekaape, vilket skulle antyda att han var en anpassling som ”vände kappan efter vinden”, men hans verksamhet tyder mer på motsatsen. 
Efter reformationens genomförande i Danmark 1536 försvann Povl Helgesen från offentligheten och tiden för hans död är okänd. ’’Skibbykrönikan’’ kallas ett verk av Povl Helgesen, funnet i muren på kyrkan i danska Skibby. Den är skriven på latin och innehåller bitter kritik av hans samtids Danmark.